# Nationalliga A (hockey)
De Nationalliga A is de hoogste afdeling van de Zwitserse hockeycompetitie. Sinds 1920 wordt er in Zwitserland gestreden om het landskampioenschap hockey. De competitie is sinds die tijd verscheidene keren van vorm veranderd. Momenteel doen in de reguliere competitie bij de mannen 8 en bij vrouwen 6 teams mee. Na de competitie aan het einde van het seizoen strijden de 4 hoogst geklasseerde ploegen in de play-offs om het kampioenschap. 
Bij de mannen moeten de vier laagst geklasseerde ploegen strijden tegen degradatie en bij de vrouwen de twee laagst geklasseerde ploegen.

## Kampioenen van Zwitserland sinds 1920
| seizoen | mannen                  | vrouwen                 |
| ------- | ----------------------- | ----------------------- |
| 1920    | BSC Young Boys          | -                       |
| 1921    | BSC Young Boys          | -                       |
| 1922    | BSC Young Boys          | -                       |
| 1923    | Urania Genève Sports    | -                       |
| 1924    | Old Boys Basel          | -                       |
| 1925    | Niet gehouden           | Grasshopper Club Zürich |
| 1926    | Grasshopper Club Zürich | Champel Genève          |
| 1927    | Grasshopper Club Zürich | Champel Genève          |
| 1928    | Servette HC Genève      | HC Red Sox              |
| 1929    | Stade Lausanne          | Grasshopper Club Zürich |
| 1930    | HA FC Zürich            | HC Red Sox              |
| 1931    | Stade Lausanne          | Champel Genève          |
| 1932    | Stade Lausanne          | Grasshopper Club Zürich |
| 1933    | HC Red Sox              | Grasshopper Club Zürich |
| 1934    | HC Olten                | Lausanne Sports         |
| 1935    | Stade Lausanne          | HC Red Sox              |
| 1936    | Stade Lausanne          | HC Red Sox              |
| 1937    | HC Red Sox              | Grasshopper Club Zürich |
| 1938    | Grasshopper Club Zürich | HC Red Sox              |
| 1939    | Niet gehouden           | Niet gehouden           |
| 1940    | Grasshopper Club Zürich | Niet gehouden           |
| 1941    | Stade Lausanne          | HC Red Sox              |
| 1942    | Stade Lausanne          | HC Red Sox              |
| 1943    | Stade Lausanne          | HC Red Sox              |
| 1944    | Niet gehouden           | Grasshopper Club Zürich |
| 1945    | Stade Lausanne          | Grasshopper Club Zürich |
| 1946    | Niet gehouden           | Niet gehouden           |
| 1947    | HC Red Sox              | Champel Genève          |
| 1948    | Stade Lausanne          | Jelmoli Zürich          |
| 1949    | HC Olten                | Jelmoli Zürich          |
| 1950    | Stade Lausanne          | Champel Genève          |
| 1951    | HC Red Sox              | HC Red Sox              |
| 1952    | HC Olten                | HC Zürich               |
| 1953    | Stade Lausanne          | Jelmoli Zürich          |
| 1954    | HC Red Sox              | Jelmoli Zürich          |
| 1955    | Lausanne Sports         | Jelmoli Zürich          |
| 1956    | Stade Lausanne          | Luzerner SC             |
| 1957    | Lausanne Sports         | DHC Baslerdybli         |
| 1958    | HC Olten                | DHC Baslerdybli         |
| 1959    | Blau-Weiss Olten        | Luzerner SC             |
| 1960    | Lausanne Sports         | Luzerner SC             |
| 1961    | Stade Lausanne          | Luzerner SC             |
| 1962    | Rot-Weiss Wettingen     | Luzerner SC             |
| 1963    | Lausanne Sports         | Luzerner SC             |
| 1964    | HC Olten                | Luzerner SC             |
| 1965    | Rot-Weiss Wettingen     | DHC Baslerdybli         |
| 1966    | Rot-Weiss Wettingen     | Luzerner SC             |
| 1967    | Rot-Weiss Wettingen     | Luzerner SC             |
| 1968    | Luzerner SC             | Luzerner SC             |
| 1969    | HC Red Sox              | Luzerner SC             |
| 1970    | Rot-Weiss Wettingen     | Luzerner SC             |
| 1971    | Rot-Weiss Wettingen     | Luzerner SC             |
| 1972    | Rot-Weiss Wettingen     | Luzerner SC             |
| 1973    | Rot-Weiss Wettingen     | DHC Baslerdybli         |
| 1974    | Rot-Weiss Wettingen     | HC Red Sox              |
| 1975    | Rot-Weiss Wettingen     | HC Red Sox              |
| 1976    | HC Olten                | DHC Baslerdybli         |
| 1977    | Rot-Weiss Wettingen     | HC Red Sox              |
| 1978    | Basler HC               | HC Red Sox              |
| 1979    | Basler HC               | Luzerner SC             |
| 1980    | HC Olten                | Luzerner SC             |
| 1981    | HC Olten                | DHC Baslerdybli         |
| 1982    | Rot-Weiss Wettingen     | DHC Baslerdybli         |
| 1983    | HC Olten                | DHC Baslerdybli         |
| 1984    | HC Olten                | HC Red Sox              |
| 1985    | HC Olten                | BSC Young Boys          |
| 1986    | HC Olten                | HC Wettingen            |
| 1987    | Rot-Weiss Wettingen     | BSC Young Boys          |
| 1988    | Basler HC               | BSC Young Boys          |
| 1989    | HC Olten                | Grasshopper Club Zürich |
| 1990    | HC Olten                | BSC Young Boys          |
| 1991    | Basler HC               | Luzerner SC             |
| 1992    | Grasshopper Club Zürich | Luzerner SC             |
| 1993    | Grasshopper Club Zürich | BSC Young Boys          |
| 1994    | Stade Lausanne          | BSC Young Boys          |
| 1995    | Rot-Weiss Wettingen     | BSC Young Boys          |
| 1996    | Grasshopper Club Zürich | BSC Young Boys          |
| 1997    | HC Olten                | BSC Young Boys          |
| 1998    | Stade Lausanne          | Grasshopper Club Zürich |
| 1999    | HC Olten                | Rot-Weiss Wettingen     |
| 2000    | Rot-Weiss Wettingen     | Rot-Weiss Wettingen     |
| 2001    | Rot-Weiss Wettingen     | HC Wettingen            |
| 2002    | Rot-Weiss Wettingen     | Rot-Weiss Wettingen     |
| 2003    | Rot-Weiss Wettingen     | Rot-Weiss Wettingen     |
| 2004    | Rot-Weiss Wettingen     | Rot-Weiss Wettingen     |
| 2005    | Rot-Weiss Wettingen     | Rot-Weiss Wettingen     |
| 2006    | Rot-Weiss Wettingen     | Rot-Weiss Wettingen     |
| 2007    | Luzerner SC             | Rot-Weiss Wettingen     |
| 2008    | Rot-Weiss Wettingen     | Rot-Weiss Wettingen     |
| 2009    | Rot-Weiss Wettingen     | Rot-Weiss Wettingen     |
| 2010    | Rot-Weiss Wettingen     | HC Olten                |
| 2011    | Rot-Weiss Wettingen     | Rot-Weiss Wettingen     |
| 2012    | Rot-Weiss Wettingen     | Rot-Weiss Wettingen     |
| 2013    | Rot-Weiss Wettingen     | Rot-Weiss Wettingen     |
| 2014    | Servette HC Gèneve      | Rot-Weiss Wettingen     |
| 2015    | Rot-Weiss Wettingen     | Rot-Weiss Wettingen     |
| 2016    | Rot-Weiss Wettingen     | Rot-Weiss Wettingen     |
| 2017    | Rot-Weiss Wettingen     | Rot-Weiss Wettingen     |
| 2018    | Rot-Weiss Wettingen     | Black Boys HC Gèneve    |
| 2019    | Rot-Weiss Wettingen     | Rot-Weiss Wettingen     |
| 2020    | Niet gehouden           | Niet gehouden           |
| 2021    | Rot-Weiss Wettingen     | HC Olten                |
| 2022    | Rot-Weiss Wettingen     | Rot-Weiss Wettingen     |
| 2023    | Rot-Weiss Wettingen     | Rot-Weiss Wettingen     |
| 2024    | Grasshopper Club Zürich | Rot-Weiss Wettingen     |

Australië · België (heren · dames) · Duitsland · Engeland · Finland · Frankrijk · Ierland · India (PHL/WSH/HIL) · Italië · Nederland · Nieuw-Zeeland · Oostenrijk · Polen · Rusland · Schotland · Spanje · Zwitserland